# Еладије Затворник
Еладије Затворник (XII—XIII века) - монах Кијевско-печерског манастира.
Руска православна црква га је кононизовала у чину светитеља, празнује 4. октобра (по јулијанском календару) и 28. септембра (Сабор преподобних отаца Кијево-Печерских припечера). Мошти светитеља се неотворене чувају у Блиским пећинама Кијевопечерске лавре.
Подаци о животу монаха Еладија нису сачувани. Први пут се помиње у „Тератургима“ монаха Атанасија Калнофојског (1638), који га назива постником и чудотворцем. Поштовање у целој цркви почело је након што је Свети Синод у другој половини 18. века дао дозволу да се имена једног броја кијевских светаца унесу у општецрквене месечне календаре. У канону преподобних отаца Блиских пећина (прослава Сабора свих преподобних отаца Кијево-Печерских и свих светих заблисталих у Малој Русији установљена је 1843. године) Јеладије се помиње као чудотворац у г. 6. тропар 7. певања.
Иконографски оригинал с краја 18. века даје следећу индикацију Еладијевог изгледа: „Рус, црна капуља на раменима, обе руке прекрштене у срцу, часна хаљина, испод ње корморан. На икони код Еладијевих моштију приказан је у тамној одежди, са капуљачом са равном седом брадом и књигом у десној руци".